# Площа Болівара (Каракас)
Площа Болівара (ісп. Plaza Bolívar) — центральна площа столиці Венесуели, міста Каракас. Площа названа іменем легендарної особистості Венесуели — Сімона Болівара.

## Опис
Раніше, після здобуття незалежності площі називалася Площею Зброї (Plaza de Armas) і Ринковою Площею (Plaza del Mercado), але після смерті Болівара і прибуття його тіла в Каракас вирішили перейменувати площу. Офіційне перейменування відбулося у 1842 рік, хоча до 1874 року ця назва не використовувалося. У 1872 році було прийнято рішення про реконструкцію площі і зведення статуї. Площа була реконструйована в 1874 році і тоді була встановлена кінна статуя венесуельського визволителя Сімона Болівара. Це копія статуї Адамо Тадоліні, яка розташована на площі Болівара в Лімі, Перу. Статуя була виготовлена в Мюнхені, доставлена до Венесуели частинами.
У центрі площі Болівар розташований кафедральний собор, який було зведений в 1664-1674 роках.
21 лютого 1959 року статуя була названа меморіалом.

## Галерея

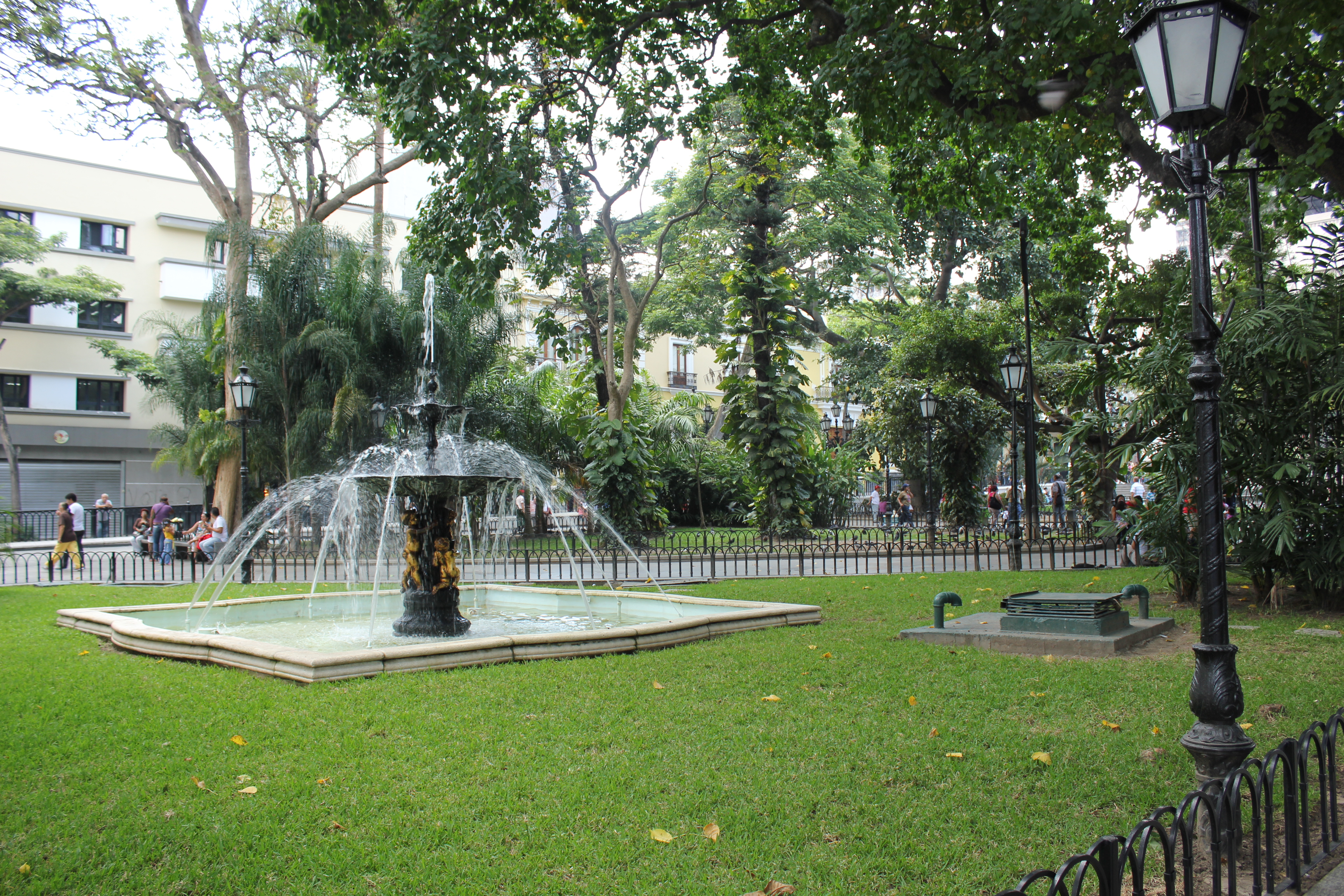
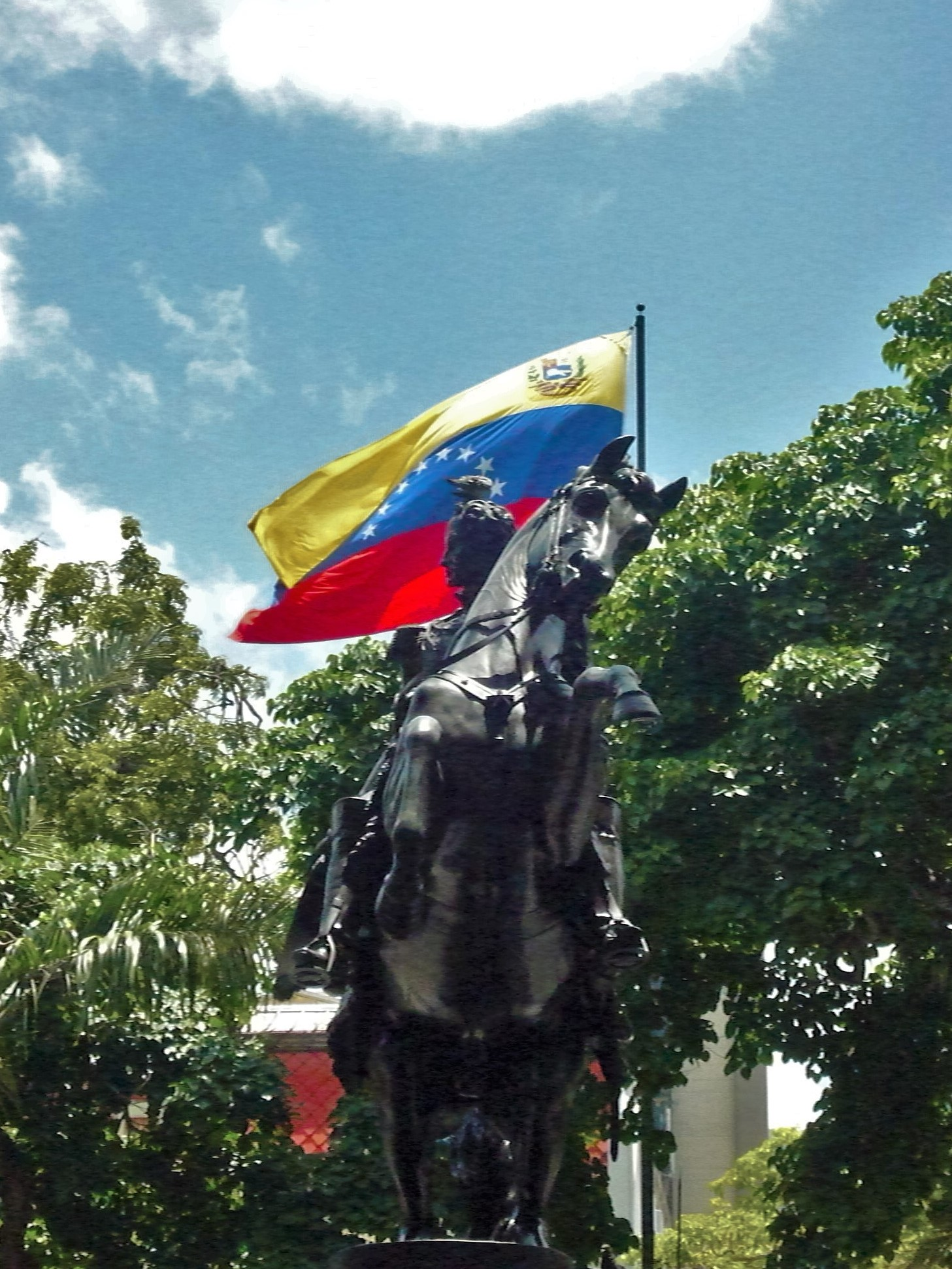
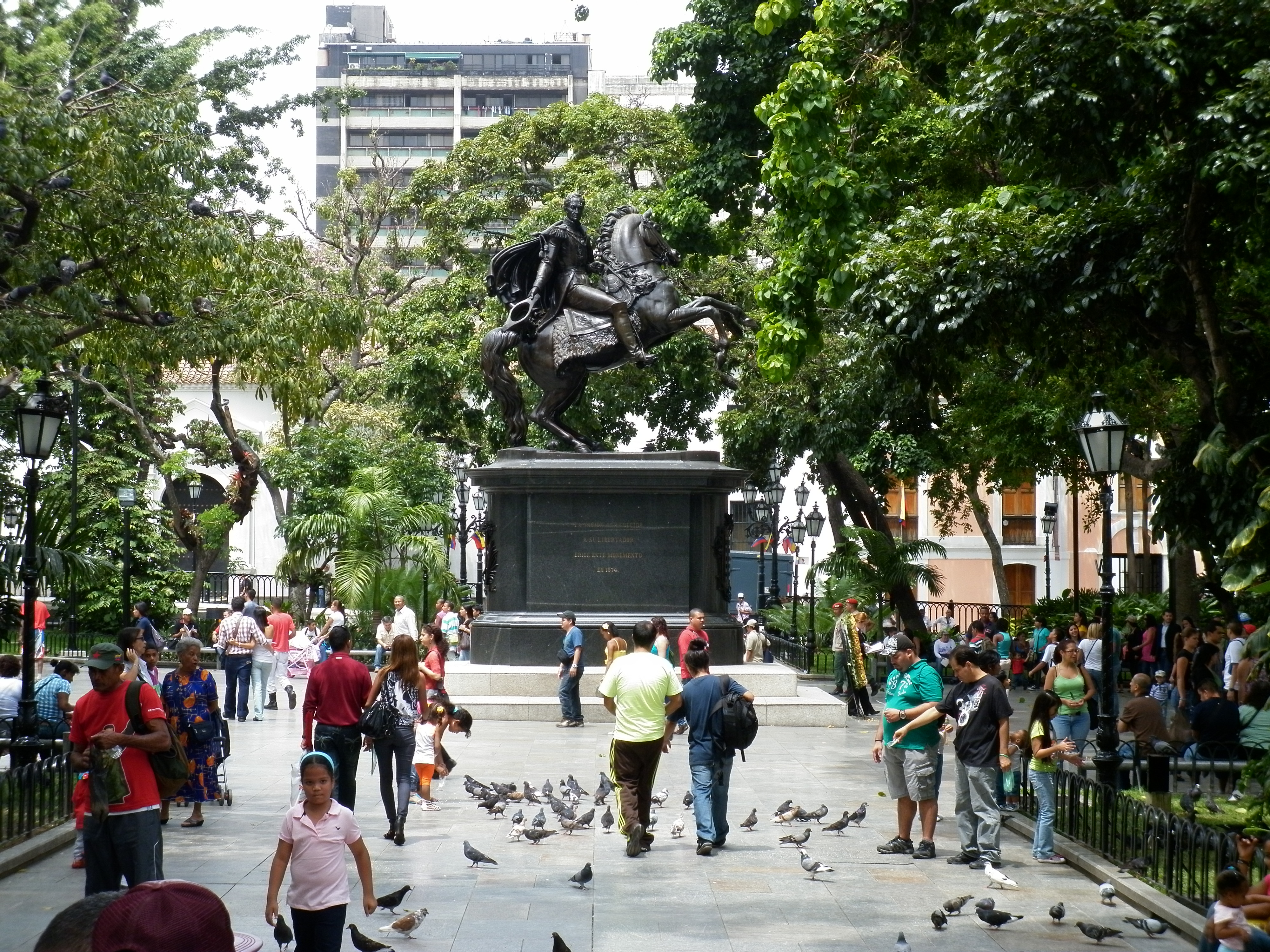
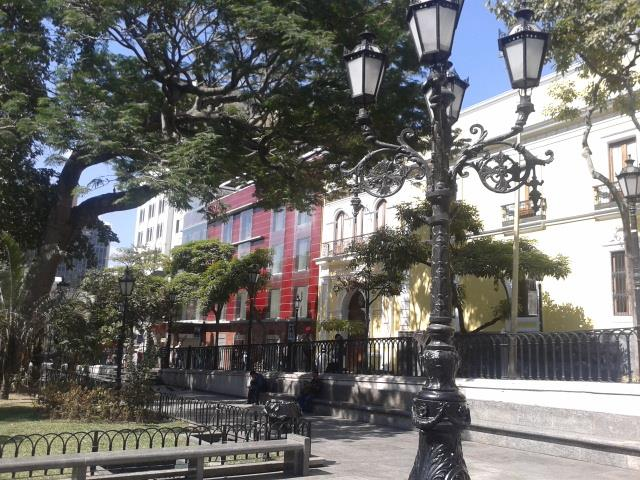